# Mystery
Mystery är en låt från 2012 skriven av Pontus Hjelm och framförd av Dead by April första gången i den första deltävlingen av Melodifestivalen 2012. Där tog låten sig direkt till finalen i Globen, Stockholm, där den slutade på sjunde plats.

## Listplaceringar
| Lista (2012) | Topplacering |
| ------------ | ------------ |
| Sverige      | 10           |

### Fotnoter
1. ↑  ”Hitparad”. http://hitparad.se/showitem.asp?interpret=Dead+By+April&titel=Mystery&cat=s. Läst 18 mars 2012.